# Shelley Rudman
Shelley Rudman (Swindon, 23 maart 1981) is een Brits skeletonster. Ze vertegenwoordigde haar vaderland op drie verschillende Olympische Winterspelen en behaalde hierbij een zilveren medaille.

## Carrière
Rudman maakte haar wereldbekerdebuut in Sigulda op 18 december 2004. In 2006 kwalificeerde Rudman zich een eerste keer voor de Olympische Winterspelen. Na de eerste run stond ze op een vierde plaats, maar door een sterke tweede run behaalde ze de zilveren medaille, meteen ook de enige Britse medaille op deze winterspelen.
De wereldbeker skeleton 2007/2008 liet ze passeren als gevolg van de geboorte van haar eerste kind. Op 12 december 2008 behaalde Rudman in Igls haar eerste overwinning in een wereldbekerwedstrijd. In de eindstand van de wereldbeker skeleton 2008/2009 eindigde ze op de tweede plaats. Ook in het seizoen seizoen 2009/2010 en seizoen 2010/2011 eindigde Rudman op de tweede plaats in de eindstand van de wereldbeker. Ze won de wereldbekermanche van 16 januari 2009 in Sankt Moritz waarmee ze tot ook Europees kampioen werd uitgeroepen.
In 2010 nam Rudman deel aan de Olympische Winterspelen 2010. Rudman mocht de Britse vlag dragen tijdens de openingsceremonie. Ze eindigde op de 6e plaats. Na drie tweede plaatsen behaalde Rudman in het seizoen 2011/2012 de eindoverwinning in de wereldbeker skeleton. In 2013 werd Rudman wereldkampioene tijdens het WK in Sankt Moritz. Ook in 2014 nam Rudman deel aan de Olympische Winterspelen. Dit keer kwam Rudman niet verder dan de 16e plaats.

## Privé
Shelley Rudman is verloofd met skeletonracer Kristan Bromley.

## Resultaten
| Jaar | Plaats    | Resultaat |
| ---- | --------- | --------- |
| 2006 | Turijn    | Zilver    |
| 2010 | Vancouver | 6e        |
| 2014 | Sotsji    | 16e       |

| Jaar | Plaats       | Resultaat             |
| ---- | ------------ | --------------------- |
| 2005 | Calgary      | DSQ                   |
| 2007 | Sankt Moritz | 10e                   |
| 2009 | Lake Placid  | 9e                    |
| 2011 | Königssee    | 4e Landenwedstrijd    |
| 2012 | Lake Placid  | 4e 7e Landenwedstrijd |
| 2013 | Sankt Moritz | Goud                  |

### Wereldbeker
| Seizoen   | Rang   |
| --------- | ------ |
| 2004/2005 | 27e    |
| 2005/2006 | 5e     |
| 2006/2007 | 22e    |
| 2008/2009 | Zilver |
| 2009/2010 | Zilver |
| 2010/2011 | Zilver |
| 2011/2012 | Goud   |
| 2012/2013 | 7e     |
| 2013/2014 | Brons  |

| Datum            | Plaats          |
| ---------------- | --------------- |
| 12 december 2008 | Igls            |
| 16 januari 2009  | Sankt Moritz    |
| 4 december 2009  | Cesana Torinese |
| 15 januari 2010  | Sankt Moritz    |
| 22 januari 2011  | Winterberg      |
| 28 januari 2011  | Sankt Moritz    |
| 13 januari 2012  | Königssee       |
| 8 december 2012  | Winterberg      |